# Психотрія
Психотрія (Psychotria) — рід квіткових рослин родини маренові (Rubiaceae). Рід містить близько 1850 видів, і входить у трійку найчисленіших родів квіткових рослин. Рід поширений у тропічних лісах. Деякі види перебувають під загрозою або на межі зникнення через вирубку лісів, особливо види Центральної Африки і Тихого океану.
Багато видів, наприклад Psychotria viridis, виробляють психотропну хімічну речовину диметилтриптамін.